# Ліз Мекі
Ліз Мекі (англ. Lise Mackie, 10 серпня 1975) — австралійська плавчиня.
Призерка Олімпійських Ігор 1996 року, учасниця 1992 року.
Призерка Чемпіонату світу з плавання на короткій воді 1997 року.
Призерка Пантихоокеанського чемпіонату з плавання 1991 року.